# Ceriodaphnia acanthina
Ceriodaphnia acanthina är en kräftdjursart som beskrevs av L. S. Ross 1897. Ceriodaphnia acanthina ingår i släktet Ceriodaphnia och familjen Daphniidae. Inga underarter finns listade i Catalogue of Life.